# Alfred Foreau
Alfred Foreau, né le 31 décembre 1884 à La Mahoudellerie, commune de Monthodon (Indre-et-Loire), et mort le 26 décembre 1956 à Clamart, est un prêtre jésuite français, second dirigeant de l'École supérieure d'agricultures d'Angers et cofondateur de la Jeunesse agricole catholique.

## Biographie
Fils d'un entrepreneur de battage et d'une couturière, Alfred Foreau entre dans la Compagnie de Jésus le 11 octobre 1902 et prononce ses vœux religieux perpétuels le 2 février 1919.
En 1922, il succède au P. Ernest Vétillart à la direction de l'École supérieure d'agricultures d'Angers.
En 1929, il est l'un des cofondateurs de la JAC, dont il est le premier aumônier national.
Il repose au prieuré de La Houssaye-en-Brie.